# Santa Catalina (San Andrés und Providencia)
Santa Catalina ist eine kleine Insel im Norden vom kolumbianischen Departamento San Andrés und Providencia. Sie liegt in der Karibik, 122 Meter vor der Nordwestküste der Insel Providencia. Administrativ gehört Santa Catalina zur Gemeinde Providencia. Bei der Volkszählung 2005 hatte die Insel 206 Einwohner.
Beide Inseln sind über die ca. 150 m lange, bunt angestrichene Ponton-Holzbrücke Malecón Los Enamorados (Lover's Bridge) miteinander verbunden, welche über den künstlich geschaffenen Meereskanal Aury führt. Über sie gelangen sowohl die etwa 200 Einwohner von Santa Catalina zur Nachbarinsel Providencia als auch Touristen von dort auf das vorgelagerte Eiland.
Das etwa 1,5 km² große Santa Catalina ist vulkanischen Ursprungs und erreicht im Break Away Hill eine Höhe bis 130 m über Meeresniveau. Kleinere Ansiedlungen sowie ein verfallenes Fort (Fort Warwick) befinden sich vornehmlich an der Südküste der Insel. Über befestigte Straßen verfügt das Eiland nicht.